# مانیتو (منیتوبا)
مانیتو (به انگلیسی: Manitou) یک شهرک در کانادا است که در Municipality of Pembina واقع شده‌است. مانیتو ۸۴۰ نفر جمعیت دارد.